# Punreuth
Punreuth ist ein Weiler in der Gemeinde Immenreuth und eine Gemarkung im oberpfälzischen Landkreis Tirschenreuth.

## Geografie
Der Weiler liegt im Südwesten des Fichtelgebirges direkt südwestlich des Hirtbaches, kurz bevor dieser in den Tiefenlohbach mündet. Punreuth ist ein Gemeindeteil von Immenreuth und liegt drei Kilometer nördlich von deren Gemeindesitz.

## Geschichte
Das bayerische Urkataster zeigt Punreuth in den 1810er Jahren als kleine Ortschaft, deren zehn Herdstellen sich halbringförmig um einen Anger gruppieren. Seit dem bayerischen Gemeindeedikt von 1818 hatte Punreuth den Hauptort der politischen Gemeinde Punreuth gebildet, die zum Zeitpunkt der Gemeindegründung neben dem Hauptort noch aus vier weiteren Ortschaften. Im Jahr 1925 besteht die Gemeinde aus den fünf Orten Günzlas, Katzenöd, Plößberg, Punreuth und Schadersberg. Sie zählt 163 Einwohner, davon 56 im Weiler Punreuth und hat eine Fläche von 571,46 Hektar. 1946 wurde die Gemeinde aufgelöst und zum größten Teil in die Gemeinde Lenau eingegliedert, nur der Weiler Schadersberg wurde in die Gemeinde Ahornberg eingemeindet. Als die Gemeinde Lenau im Zuge der bayerischen Gebietsreform am 1. Januar 1978 aufgelöst wurde, wurde Punreuth in die Gemeinde Immenreuth eingegliedert.
| Jahr          | 001824 | 001871 | 001885 | 001900 | 001925 | 001950 | 001961 | 001970 | 001987 |
| Einwohnerzahl | 76     | 65     | 73     | 66     | 56     | 49     | 47     | 45     | 35     |